# L'Énova
Pour les articles homonymes, voir Enova.
L'Énova, nom en valencien, officiel depuis le 12 février 2021 (auparavant L'Ènova, ; en castillan : Énova), est une commune de la province de Valence, dans la Communauté valencienne, en Espagne. Elle est située dans la comarque de la Ribera Alta et dans la zone à prédominance linguistique valencienne. Sa population s'élevait à 954 habitants en 2013.

## Géographie

Localisation de L'Énova
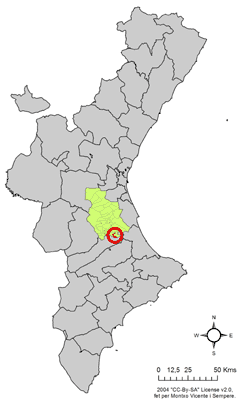
dans la Communauté valencienne.
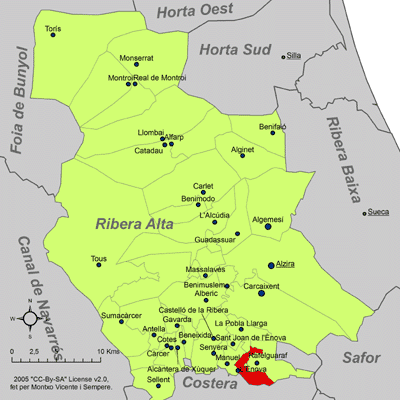
dans la comarque de la Ribera Alta.

Depuis Valence, on accède à cette localité en suivant tout d'abord l'A-7 espagnole, puis la CV-564 et enfin la CV-562. Elle se situe également sur la ligne ferroviaire de proximité ("Cercanías" en castillan) C-2 de Valence.

### Localités limitrophes
Le territoire communal de L'Énova est voisin de celui des communes suivantes :
Barxeta, Xàtiva, Manuel, La Pobla Llarga et Rafelguaraf, toutes situées dans la province de Valence.

### Sources et bibliographie
- (es) Varaciones de los municipios de España desde 1842, Ministerio de administraciones públicas, octobre 2008, 364 p. (lire en ligne) [PDF]